# Dendropemon hincheanus
Dendropemon hincheanus är en tvåhjärtbladig växtart som beskrevs av Urb. & Ekman. Dendropemon hincheanus ingår i släktet Dendropemon och familjen Loranthaceae. Inga underarter finns listade i Catalogue of Life.